# Анненки (женский футбольный клуб)
«Анненки» — ранее существовавший женский футбольный клуб из Калуги.

## История
Команда создана в 2000 году на базе обанкротившегося в 1999 году клуба «Калужанка». В 2000 и 2001 году «Анненки» благодаря успешным выступлениям в Первом дивизионе могли выйти в Высшей дивизион, но по финансовым соображениям отказались в него переходить. В 2003 году, оказавшись в Высшем дивизионе, «Анненки» не смогли оказать сопротивления старожилам Высшего дивизиона (выиграв всего 1 матч и забив всего 7 мячей). В 2006 году, проведя два матча, команда снялась с соревнований Первого дивизиона. После завершения участия в большом футболе команда переключилась на Чемпионат России по футзалу среди женщин.
В 2010 году в Калуге был создан клуб «Калужаночка».

## Тренеры
- Галина Добычина (~2003)

## Достижения

### Футзал
- Чемпион России (2): 2008, 2009
- Серебряный призер Чемпионата России (3): 2001, 2002, 2007
- Бронзовый призер Чемпионата России (6): 2000, 2004, 2005, 2006, 2010, 2011

### Футбол
командные
- 1-е место в Первом дивизионе (2): 2001, 2002
- 8-е место в Высшем дивизионе : 2003
- 1/4 финала Кубка России (2): 2003, 2004

матчевые
Чемпионат России по футболу среди женщин
- самая крупная победа: 1:0 над «Чертаново» (Москва) (29 мая 2003)
- самое крупное поражение: 0:16 от ЦСК ВВС (Самара) (25 июня 2003)

Первый дивизион
- самая крупная победа: 5:0 над «Есенией» (Рыбное) (1 сентября 2004)

Кубок России по футболу среди женщин
- самая крупная победа: 8:0 над «Есенией-СФАТ» (Рыбное) (? 2001)
- самое крупное поражение: 0:16 от «Надежды» (Ногинск) (3 мая 2006)

## Статистика выступлений
без учёта мячей забитых в сериях послематчевых пенальти
с учётом технических результатов

| Сезон                             | Чемпионат России                  | Чемпионат России                  | Чемпионат России                  | Чемпионат России | Чемпионат России | Чемпионат России | Чемпионат России | Чемпионат России | Чемпионат России | Чемпионат России | Чемпионат России | Кубок    | Источники         |
| Сезон                             | Дивизион                          | Этап                              | Место                             | И                | В                | Н                | П                | МЗ               | МП               | РМ               | О                | Кубок    | Источники         |
| --------------------------------- | --------------------------------- | --------------------------------- | --------------------------------- | ---------------- | ---------------- | ---------------- | ---------------- | ---------------- | ---------------- | ---------------- | ---------------- | -------- | ----------------- |
| 2000                              | Первый дивизион                   | —                                 | 2 из 4                            | 12               | 6                | 2                | 4                | 47               | 15               | +32              | 20               | ОТ       | [ 3 ]             |
| 2001                              | Первый дивизион                   | —                                 | 1 из 4                            | 12               | 10               | 1                | 1                | 47               | 9                | +38              | 31               | ⅛ финала | [ 4 ]             |
| 2002                              | Первый дивизион                   | Предварительный этап, группа А    | 1 из 4                            | 6                | 5                | 0                | 1                | 22               | 3                | +19              | 15               | ⅛ финала | [ 5 ] [ 6 ] [ 7 ] |
| 2002                              | Первый дивизион                   | Финальный этап (1-4 места)        | 1 из 8                            | 6                | 5                | 1                | 0                | 19               | 2                | +17              | 16               | ⅛ финала | [ 5 ] [ 6 ] [ 7 ] |
| 2002                              | Первый дивизион                   | Первый дивизион 2002 (Итог)       | 1 из 8                            | 12               | 10               | 1                | 1                | 41               | 5                | +36              | 31               | ⅛ финала | [ 5 ] [ 6 ] [ 7 ] |
| 2003                              | Высший дивизион                   | —                                 | 8 из 8                            | 14               | 1                | 1                | 12               | 7                | 63               | -56              | 4                | ¼ финала | [ 8 ]             |
| 2004                              | Первый дивизион                   | —                                 | 5 из 7                            | 12               | 3                | 1                | 8                | 16               | 28               | -12              | 10               | ¼ финала | [ 9 ]             |
| 2005                              | Первый дивизион                   | —                                 | 4 из 8                            | 14               | 8                | 2                | 4                | 33               | 20               | +13              | 26               | ⅛ финала | [ 10 ]            |
| 2006                              | Первый дивизион                   | —                                 | снялся                            | —                | —                | —                | —                | —                | —                | —                | —                | ⅛ финала | [ 11 ]            |
| Итого Первый дивизион (6 сезонов) | Итого Первый дивизион (6 сезонов) | Итого Первый дивизион (6 сезонов) | Итого Первый дивизион (6 сезонов) | 62               | 37               | 7                | 18               | 184              | 77               | +107             |                  |          |                   |
| Итого Высший дивизион (1 сезон)   | Итого Высший дивизион (1 сезон)   | Итого Высший дивизион (1 сезон)   | Итого Высший дивизион (1 сезон)   | 14               | 1                | 1                | 12               | 7                | 63               | -56              |                  |          |                   |
| Всего                             | Всего                             | Всего                             | Всего                             | 76               | 38               | 8                | 30               | 191              | 140              | +51              |                  |          |                   |

1. ↑  в сезоне 2006 «Анненки», проведя два матча, снялись с соревнований по финансовым причинам — результаты аннулированы

Лучшие бомбардиры клуба за сезон
| Сезон | Бомбардир      |
| ----- | -------------- |
| 2001  | Добычина — 16  |
| 2003  | Никольская — 3 |

### Кубок России
без учёта мячей забитых в сериях послематчевых пенальти
без учёта технических результатов

| Сезон              | Кубок России | Кубок России | Кубок России | Кубок России | Кубок России | Кубок России | Кубок России | Кубок России |
| Сезон              | И            | В            | Н            | П            | МЗ           | МП           | РМ           | Итог         |
| ------------------ | ------------ | ------------ | ------------ | ------------ | ------------ | ------------ | ------------ | ------------ |
| 2000               | 2            | 1            | 0            | 1            | 4            | 6            | -2           | ОТ           |
| 2001               | 3            | 1            | 0            | 2            | 10           | 6            | +4           | ⅛ финала     |
| 2002               | 3            | 2            | 0            | 1            | 7            | 7            | 0            | ⅛ финала     |
| 2003               | 2            | 0            | 0            | 2            | 0            | 7            | -7           | ¼ финала     |
| 2004               | —            | —            | —            | —            | —            | —            | —            | ¼ финала     |
| 2005               | —            | —            | —            | —            | —            | —            | —            | ⅛ финала     |
| 2006               | 1            | 0            | 0            | 1            | 0            | 16           | -16          | ⅛ финала     |
| Итого за 7 сезонов | 11           | 4            | 0            | 7            | 21           | 42           | -21          |              |

1. 1 2  снялся